# محمدحسین سهرابی راد
محمدحسین سهرابی‌راد یکی از زندانیان سیاسی ایرانی است. به گفته سایت جرس وی بدلیل همکاری با محمد داوری سردبیر سایت سحام نیوز جهت مستند سازی مسائل رویداده در بازداشتگاه کهریزک دستگیر و توسطقاضی مقیسه‌ای به اتهام اقدام علیه امنیت ملی و نشر اکاذیب  به ۴سال حبس تعزیری و۷۴ ضربه شلاق محکوم گردید. وی بر اثر فشارهای وارده در طی ماه ها شکنجه از طریق سلول انفرادی و تحدید به بازداشت خانواده اش از سوی بازجویان وزارت اطلاعات در زندان اوین دست به خودکشی زده‌است.

## منبع‌ها
1. ↑  «مادر یکی ازافشاکنندگان جنایات کهریزک بعد از بیست و یکماه سکوت خود را شکست». جرس. ۱۵ خرداد ۱۳۹۰. بایگانی‌شده از اصلی در ۸ ژوئن ۲۰۱۱.